# 1988 en Malaisie
Cet article présente les faits marquants de l'année 1988 en Malaisie.

## Gouvernement
- Premier ministre : Mahathir Mohamad

## Évènements
- 1er mars : Ipoh a obtenu le statut de ville.
- 11 mars : La Mosquée Sultan Salahuddin Abdul Aziz à Shah Alam, Selangor a été entièrement construite. C'est la plus grande mosquée de Malaisie.
- 31 juillet : L'effondrement du pont du terminal de ferry Sultan Abdul Halim à Butterworth, Penang, a fait 32 morts et 1 674 blessés.
- 31 août : Le plus grand drapeau malaisien a été suspendu à Angkasapuri et est le plus grand drapeau jamais suspendu dans ce pays à ce jour.

## Naissances en 1988
- 5 janvier : Azizulhasni Awang, coureur cycliste